# Günther Hildebrand
Günther Hildebrand (* 16. März 1949 in Prisdorf) ist ein deutscher Politiker (FDP).

## Leben und Beruf
Nach der Mittleren Reife 1965 machte Hildebrand zunächst eine Ausbildung zum Vermessungstechniker und begann anschließend 1968 ein Studium an der Fachhochschule Hamburg, welches er als Diplom-Ingenieur (FH) für Vermessungstechnik beendete. Danach war Hildebrand als Vermessungsingenieur tätig, bis er 1980 die Leitung des Familienbetriebes „Lesezirkel Krumbeck“ in Ellerbek übernahm. Seit 1997 ist er Bundesvorsitzender im Verband Deutscher Lesezirkel.
Günther Hildebrand ist verheiratet und hat zwei Söhne.

## Partei
Hildebrand trat 1970 in die FDP ein und war von 1988 bis 2000 Vorsitzender des FDP-Kreisverbandes Pinneberg. Seit 1995 ist er Landesschatzmeister der FDP in Schleswig-Holstein.

## Abgeordneter
Hildebrand gehört seit 1974 der Gemeindevertretung von Ellerbek an. Von 1974 bis 1986 sowie von 1990 bis 1991 war er außerdem Mitglied des Kreistages des Kreises Pinneberg.
Von 2000 bis 2012 war Hildebrand Mitglied des Landtages von Schleswig-Holstein.
Günther Hildebrand ist stets über die Landesliste in den Landtag eingezogen.

## Öffentliche Ämter
Hildebrand war von 1990 bis 1994 und von 2003 bis 2023 ehrenamtlicher Bürgermeister der Gemeinde Ellerbek.